# Ninoxe rousse
Ninox rufa
Espèce
Statut de conservation UICN

 LC  : Préoccupation mineure
Statut CITES
La Ninoxe rousse (Ninox rufa) est une espèce de rapace nocturne de la famille des Strigidae.

## Description

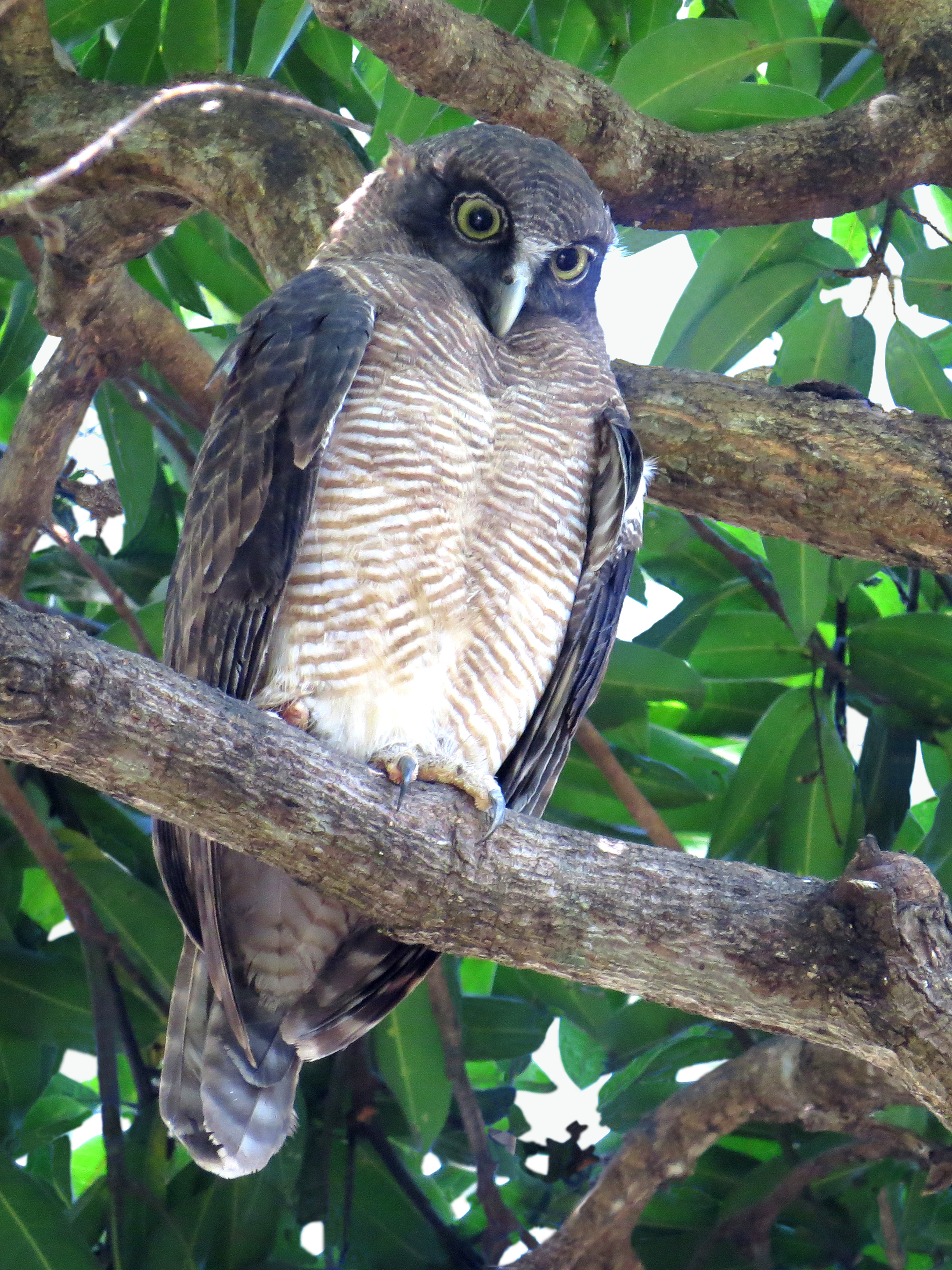
sous-espèce queenslandica

## Habitat
Ses habitats naturels sont les forêts subtropicales ou tropicales humides de plaine et les montagnes humides subtropicales ou tropicales.

## Répartition et sous-espèces
Selon la classification de référence du Congrès ornithologique international (15.1, 2025) elle se répartit en quatre sous-espèces (ordre philogénique) :
- Ninox rufa humeralis (Bonaparte, 1850) — Waigeo et îles Aru (Nouvelle-Guinée) ;
- Ninox rufa rufa (Gould, 1846) — Kimberley et Top End ;
- Ninox rufa meesi Mason, IJ & Schodde, 1980 — nord-est de la péninsule du cap York ;
- Ninox rufa queenslandica Mathews, 1911 — sud-est de la péninsule du cap York.

### Publication originale
- Gould, 1846 : Descriptions of eleven new species of Australian birds. Proceedings of the Zoological Society of London, vol. 1846, p. 18-21